# الحدبه بني عيطان (المغربة)

تعديل مصدري - تعديل

الحدبه بني عيطان هي إحدى قرى عزلة بني جديلة بمديرية المغربة التابعة لمحافظة حجة، بلغ تعداد سكانها 900 نسمة حسب تعداد اليمن لعام 2004.